# Waterstoniella borneana
Waterstoniella borneana är en stekelart som beskrevs av Wiebes 1982. Waterstoniella borneana ingår i släktet Waterstoniella och familjen fikonsteklar. Inga underarter finns listade i Catalogue of Life.